# 恒藤規隆
恒藤 規隆（つねとう のりたか、安政4年1月17日（1857年2月11日） - 1938年（昭和13年）12月6日）は、大分県中津市出身の農学者、実業家、探検家である。人生の大部分をリン鉱石の資源探査に費やしたと言われ、ラサ島で有望なリン鉱床を発見し、ラサ工業を設立したことで知られている。また日本最初の農学博士の一人であり、日本での土壌学の創始者とされている。
法哲学者の恒藤恭は婿養子。物理学者の恒藤敏彦と法哲学者の恒藤武二は孫。

## 誕生から修学時代

### 故郷中津から大阪時代
恒藤規隆は安政4年1月17日（1857年2月11日）父、恒藤半四郎、母、恒藤常の13人兄弟の次男として豊前国中津に生まれた。幼名は恒藤小太郎であった。父、恒藤半四郎は中津藩主奥平家が幕府に献上する絹縮を織る仕事に従事していて、やがて奥平藩士に抜擢された。
恒藤は慶応年間から13歳から14歳頃の明治初年まで、中津藩の漢学者の塾で漢籍を学んだ。その後中津の小学校で教師となり、1873年まで勤めた。1873年、恒藤は中津を出奔して漁船に乗り込んで大阪を目指したものの、たちまち両親の追手に捕まってしまった。しかし追手の人物は、中津出身で大阪で医者を開業している宮澤精義がたまたま帰省していて、もうすぐ大阪に戻るので、大阪に行くのならば宮澤と一緒に行くのが良いのではとの両親からの伝言を伝えた。そこで恒藤はいったん両親のもとに戻り、改めて宮澤精義とともに大阪へ向かった。
大阪で恒藤は宮澤精義のもとで下宿し、玄関番をしながらまずは英語の私塾に通って英語を学んだ。私塾で英語を学んでいた頃の恒藤は、中津の両親から送って来る味噌や近所の魚屋で魚のアラを買いながら食いつないでいたという。1875年、大阪英語学校に入学した。英語学校の同級生には関直彦、三崎亀之助らがいた。英語学校時代、引き続き宮澤精義のところに下宿できたものの貧乏生活は続いていて、通学途中の焼き芋屋から焼きくずを買うなどして飢えをしのいだ。なお大阪で勉学をしている時期に名を小太郎から規隆に改めた。1877年春、恒藤は大阪英語学校を卒業する。

### 駒場農学校時代

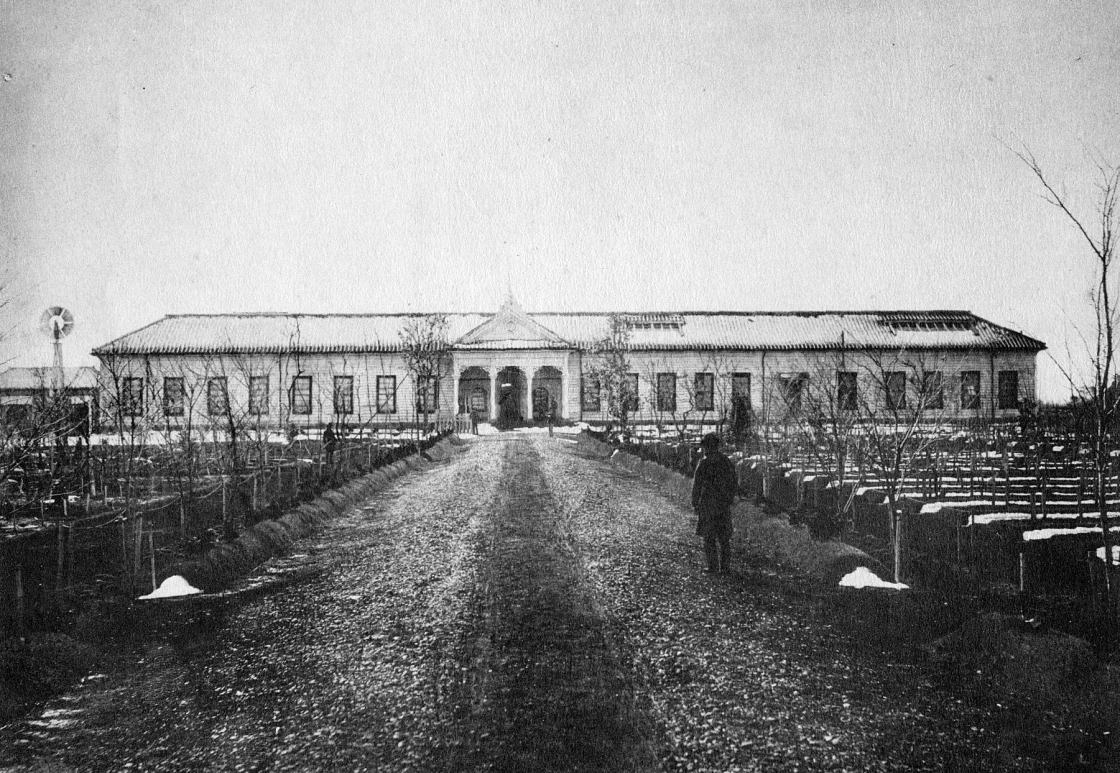
駒場農学校

恒藤は更に勉強を続けたいと願って上京した。しかし貧乏で国許の両親からの送金も期待できない以上、官費生として勉強を続ける他なかった。そこで官費生の募集を探していたところ、駒場農学校で募集が出された。恒藤は受験したいと願ったものの、試験が難しいとの話を聞いたため大変に不安であった。どうしようかと悩みながら両国橋のたもとをうろうろしていると、占い師が恒藤のことを呼び止めた。占い師は恒藤に「君の望みは大丈夫、叶うから、試験でも何でもやってみるが良い」。と言ったため、発奮した恒藤は受験を決意し、無事合格した。
1878年3月、恒藤は駒場農学校農学科に入学する。同級生には日本の農学を支えていくことになる横井時敬、酒匂常明らがいた。駒場農学校の学生は官費生であったため衣食は保証され、恒藤は経済的には安心して勉学に励むことが出来た。駒場農学校では化学を教えたキンチ（Edward Kinch）ら、主にイギリスからのお雇い外国人が英語で授業を行った。授業内容も農芸化学など化学関連のものも多く、これまで漢学や英語を学び、特に理系の勉強をして来なかった恒藤にとって苦労も多かったと考えられる。
1880年6月8日、恒藤は駒場農学校農学科甲等17名の一人として卒業する。なお、恒藤の卒業試験の成績は17名中13位だった。

## 日本における土壌調査の始まりと恒藤
明治維新後、日本では欧米からのお雇い外国人による指導のもとで地質調査が開始された。地質調査の中の土壌調査の分野では、フェスカ(Max Feska)と、恒藤を始めとするフェスカの教え子が活躍し、日本の農学、農業に大きな影響を与えることになった。

### 地質課土性掛への就職
明治政府は鉱業に関しては欧米からの技術、知見の導入に積極的であったが、農業に関してはまず江戸時代末期からのいわゆる老農と呼ばれる、これまでの知見、ノウハウを集大成した現場のプロの技術を普及していく方針を採っていた。しかし農業に関しても欧米からお雇い外国人を招聘して1876年に札幌農学校を開設するなど、欧米からの技術導入を図りだした。恒藤が学んだ駒場農学校もこのような流れの中で1878年に開設された。
1877年、ナウマン(Edmund Naumann)と和田維四郎はそれぞれ別に地質調査体制の確立と拡充、地質調査所の設置を求める意見書を提出する。ナウマンと和田の意見は採用され、1878年5月に内務省地理局内に地質課が設置された。ナウマンは1879年、内務卿伊藤博文に長文の意見書を送り、5月20日に採択された。意見書の中でナウマンは農業における地質測量調査と、リン酸など鉱物源肥料の重要性を力説していた。
ナウマンは1879年9月、土壌調査の専門家らを招聘すべくドイツに一時帰国した。1879年11月、地質課の分析掛長としてコルシェルト(Oscar Korschelt)が着任し、翌1880年8月にはリプシェル(Georg Liebscher)が土壌調査を担当する土性掛長として着任した。
1880年6月に駒場農学校を卒業した恒藤は、卒業後まず宮城県、岩手県、福島県に地方農業に関する実地研修に派遣された。実地研修後の8月には内務省勧農局地質課土性掛に採用された。なお地質課土性掛には駒場農学校の同級生らも採用された。1881年4月に農商務省が発足すると、恒藤らの所属する内務省勧農局地質課土性掛は農商務省に移管され、農務局地質課土性掛となった。そして1882年5月には農務局地質課が廃止となって地質調査所が設立されたことに伴い、恒藤は地質調査所土性掛に勤務することになった。
しかし恒藤らが就職した地質課土性掛の体制は安定しなかった。土性掛長のリプシェルは地質課の総責任者であるナウマンと対立し、1881年3月には契約違反の名目で解雇された。リプシェルの解雇後、土性掛は分析掛長コルシェルトが指導する形となった。責任者が兼職のような形となった土壌調査は、地質調査、地形測量など他分野よりも事業の進捗が遅れていた。その後1882年11月、恒藤が師事することになるフェスカが土性掛長として着任して、土性掛による土壌調査はようやく軌道に乗ることになった。恒藤の初期の仕事としては、1881年と1882年の秋から冬にかけて相模、武蔵の各地で土壌調査を実施し、1882年には多摩郡内に農業試験場を開設して肥料効果や土壌改良の研究を行った。

### リン酸の不足とリン鉱石国産化への期待

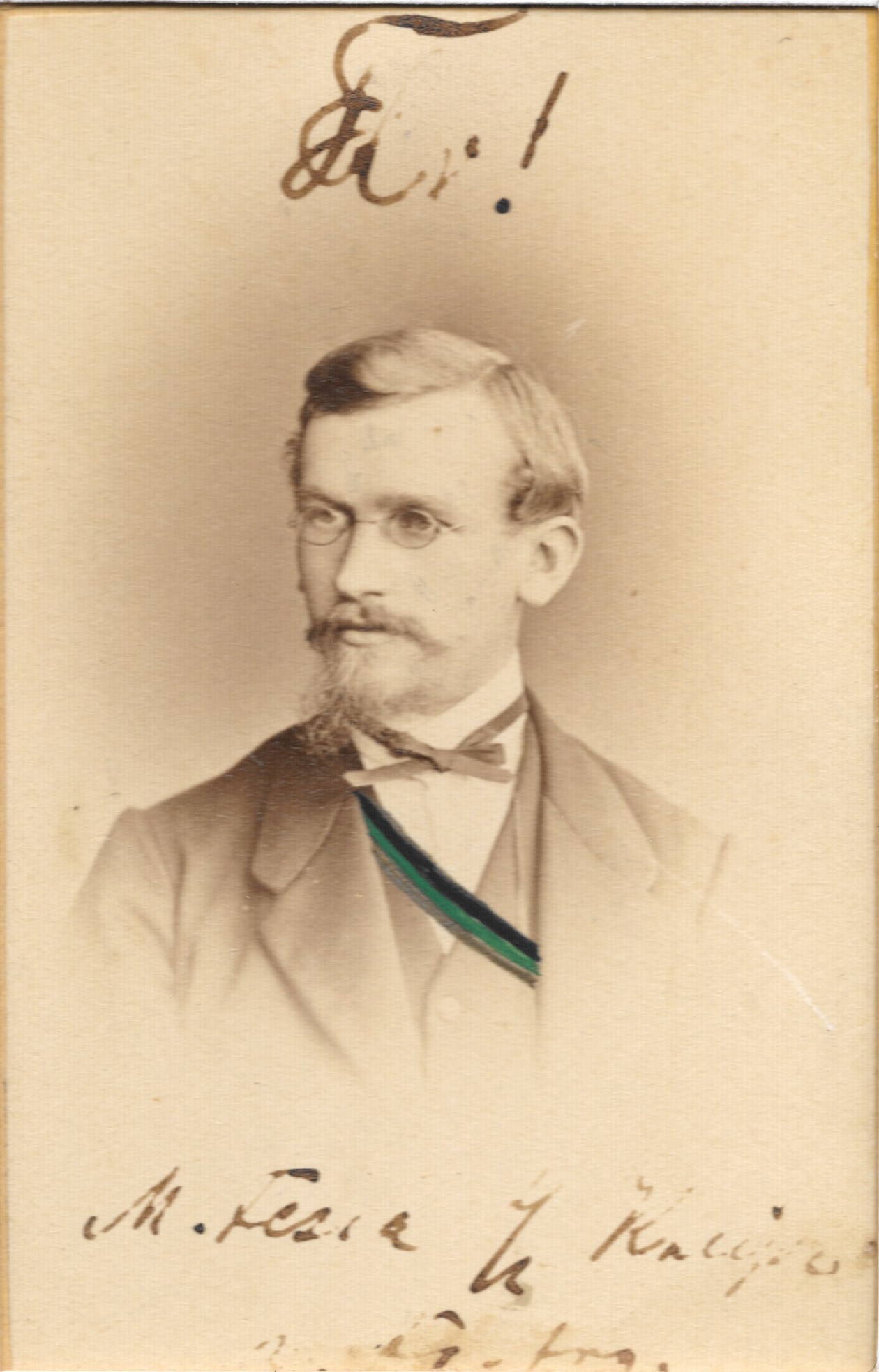
マックス・フェスカ

欧米からの新技術、知見を導入していく中で、日本農業の課題の一つとして浮上したのが土壌のリン酸不足であった。まず1880年6月の勧農局地質課による「内国地質調査施行之主意」の中で、ナウマンは鉱物肥料の中でもリン酸は重要なものであるが、日本国内ではリン酸は発見されていないのでその発見は地質調査の重要な目的の一つであると指摘していた。
コルシェルトは日本の農地の多くが火山灰を淵源とする土壌で構成されており、人糞尿という特定の肥料を永年使用し続けてきた結果、リン酸、石灰等が乏しいという欠点があると指摘した。これは非火山性土壌の農地でも同様であり、日本農業の改善には施肥の改良、そしてリン酸などの肥料用鉱物の探査、確保が需要であると指摘した。恒藤も前述の1881年と1882年の秋から冬にかけての土壌調査と農業試験場での研究成果の発表の中で、土壌内のリン酸と石灰の不足が著しく、作柄に悪影響を与えているとしてそれらの施肥が重要であると指摘していた。
1882年11月にドイツ国内で土壌学を修め、実地の土壌調査で研鑽を重ねていたフェスカが土性掛長となると、恒藤ら駒場農学校を卒業したばかりの若手職員を擁した土性掛の活動は活性化する。フェスカは恒藤らに欧米の最新の土壌調査法について伝授するとともに、土壌調査とは単に土壌の特性を分析、研究することに止まらず、研究成果を実地の農業に生かしていくことが真の目的であると、実学としての土壌調査の重要性を強調した。周囲からは恒藤はフェスカの一番弟子と見なされていた。
フェスカは恒藤ら土性掛員とともに全国各地で精力的に土壌調査を進めた。フェスカもまた日本の土壌中にリン酸が欠乏していることに着目する。報告書や論文の中でしばしば日本の土壌のリン酸不足について言及しており、例えば1885年の甲斐国土性図説明書では、リン酸が甚だしく欠乏していると指摘している。また同説明所内で調査中に発見した石灰石について、農業上重要であるとして特記しており、農業に関係する鉱物資源にも着目したものになっていた。このようなフェスカの姿勢が、後に弟子である恒藤のリン鉱石探査に生かされていくことになる。
日本の土壌のリン酸不足に対して、フェスカは当時の日本で主に用いられていた人糞尿、魚肥、油粕、緑肥などではリン酸は十分に供給できないとして、リン酸肥料の施肥が必要であると強調した。しかし当時の日本ではリン鉱石は全く採掘されていなかったことがネックとなった。こうして国産リン鉱石の発見が重要な目標となっていく。このフェスカの見解は恒藤にも共有され、更には農学、農業現場にも広がっていった。
恒藤はフェスカに12年間に渡って師事した。甲斐国に引き続き武蔵国北部、岩代国、磐城国南部、肥後国と、フェスカと恒藤は全国各地の土性図説明書を発表していく。フェスカのドイツ帰国時、恒藤はフェスカについて、理論に長じ、農学の講義に際しては理論に加えて巧妙な比喩を説明に加え、錯綜した事柄を解りやすく説明したと紹介した上で、100名以上の多くの門下生を教育し、日本農業界に大きな影響を与えることを確信していると賞賛した。

### リン鉱石の発見
1886年、高峰譲吉はアメリカからの帰国時に過リン酸石灰とリン鉱石を持ち帰り、リン鉱石から過リン酸石灰を試作した。高峰は試作した過リン酸石灰を各地の農業試験場に配布して施肥を行ったところ良好な結果を得た。そこで高峰は渋沢栄一に過リン酸石灰製造の事業化を説き、1887年に東京人造肥料会社が設立され、翌年には過リン酸石灰の製造が始められた。
過リン酸石灰の製造開始当初、農家では化学肥料に対する知識が全くといって良いほど無かったため、需要は極めて少なかった。しかしやがて日清戦争開戦後、大豆かすの輸入が止まった上に北海道でのニシンの不漁が重なって、過リン酸石灰に対する注目度が上がっていき、需要も徐々に増えていった。
1894年8月、現在の日南市油津港付近を調査中、恒藤は宮崎県でリン鉱石を発見する。これは日本初のリン鉱石の発見であった。帰京後、恒藤は自らが所属する土性課のみならず、地質調査所の地質課、分析課にもリン鉱石を見せた。ここでトラブルが発生した。分析課長は地質課の職員に対し、リン鉱石の探査は地質課の業務であり、土性課の恒藤がリン鉱石を発見したということは地質課の仕事を奪ったことになるのではないかとクレームをつけてきたのである。
一方、リン鉱石発見の報を聞きつけた渋沢栄一は、早速馬車に乗って地質調査所の土性課に恒藤を尋ねて詳しい話を聞いた。渋沢は
と、恒藤の発見を賞賛した。

## リン鉱石の探査開始
恒藤は1894年のリン鉱石発見後、翌1895年に概報、1896年には詳報を発表している。その中で日本の農地の地力を維持していくためにはリン酸を継続的に供給する必要があるとした。その上でリン鉱石を海外からの輸入に頼っている現状を指摘し、リン鉱石が国内で産出されることは極めて重要であり、すみやかに日本全国でリン酸資源の探査を行うべきであると主張した。
恒藤のリン鉱石発見後、地質調査所の土性課と地質課の間に対立関係が生じた。まず恒藤が所属する土性課は、リン鉱石発見のニュースに刺激を受けて全国各地調査の輪を広げ、土性課職員が秋田県、山形県内でリン鉱石を新たに発見するなどの成果を挙げた。一方、地質課の方もリン鉱石が発見された宮崎県を皮切りに、やはり各地でリン鉱石の調査を行った。そのような中、1896年に土性課は「鉱肥調査報文」という調査報告書を刊行した。刊行趣旨の中でリン鉱石など鉱物性の肥料原料の調査、研究は土性課の事業であると主張した。この主張は地質調査所内で異議が出されたと考えられ、「鉱肥調査報文」はその後刊行されることは無く、鉱物性の肥料原料の調査報告は「地質要報」内に記載されることになった。

### 2回の欧米視察と日本初の農学博士号授与

#### 第一回欧米視察
1897年4月、恒藤は地質事業視察並びに万国地質会議参加のため欧米出張を命じられた。万国地質会議については恒藤は土壌部門の専門家としての参加であり、日本からは他に地質学者の巨智部忠承が参加した。5月に横浜港を出港し、アメリカを経てヨーロッパへ向かい、ヨーロッパ到着後はベルリンを経て万国地質会議が開催されるモスクワへ向かった。万国地質会議は参加者約800名で、ロシア皇帝ニコライ2世が開催に力を入れており、恒藤はロシア皇帝に拝謁し、皇帝主催の宴席にも参加したと回想している。
万国地質会議終了後、恒藤はウラル山脈、黒土地帯、バクーの油田、そしてコーカサス地方と、ロシア各地を視察した。その後、ベルリンへと戻った恒藤は、ドイツ語教師を雇ってドイツ語を習いつつ化学研究所で化学研究を行った。更にベルギーのブリュッセルでは万国地質会議参加者の家に約3か月間滞在して地質調査の指導を受けた。
ベルギーで地質調査の指導を受けた後、イギリスに渡った恒藤はイングランド、スコットランドを視察した。その後イギリスからアメリカへ向かい、テネシー州とフロリダ州のリン鉱石産地を調査した。そして海外渡航最後には南米へ向かい、ペルーのグアノ産地、チリの硝石産地を視察し、1898年3月に帰国した。

#### 土性課長任命と農学博士号授与
第一回欧米視察後の1897年11月1日付で、恒藤は地質調査所土性課長に任命された。翌1898年3月27日、帝国大学評議会の推薦により古在由直らと共に学位令改正に伴って新設された農学博士号を授与され、日本初の農学博士となった。

#### 第二回欧米視察
恒藤は1900年4月、リン鉱石産地と肥料製造についての調査のため、第二回の欧米視察を命じられた。ヨーロッパまでの各寄港地でリン鉱石産地等の視察を行い、マルセイユ上陸後はパリで開催中の万国博覧会を見学し、フランス各地、中でもワイン用のブドウ産地を重点的に調査した。その後ドイツへ向かった恒藤は、かつて師事していたフェスカに再会し、ドイツ国内各地の地質土壌調査に同行するなど、改めてフェスカからの指導を受けた。ドイツに続いてイギリスでも調査研究、地質土壌の現地調査を行った後、アメリカ、カナダを経て11月に帰国した。

### 肥料鉱物調査所の設置
明治30年代に入ると日本のリン鉱石輸入額が増え、官民ともにリン鉱石に関する関心も高まってきた。1900年には地質調査所土性課はリン鉱石調査に関する臨時費の獲得に成功した。そして1901年4月にリン鉱石など肥料原料の鉱物についての調査研究を行う専門機関、「肥料鉱物調査所」が設立された。4月26日、恒藤は新設の肥料鉱物調査所の所長に任命される。なお恒藤は地質調査所土性課長を辞任したわけではなく、兼職扱いであった。肥料鉱物調査所の職員の多くも地質調査所と兼職扱いであった。
新設の肥料鉱物調査所の所長となった恒藤は、部下とともに精力的に全国各地でリン鉱石探査に乗り出した。各地の調査の中で注目されたのは三重県の鳥羽地域のリン鉱石であった。しかし内地のリン鉱石の産地の中からは、質量ともに肥料の原料として事業化するにふさわしいものは見いだせなかった。

#### 南鳥島での発見
1896年、水谷新六が南鳥島でアホウドリの捕獲事業を始めていた。その後水谷は内務省に日本領編入、そして東京都知事に島での鳥類捕獲と漁業の事業許可を申請した。1898年には水谷の申請が認められて日本領への編入、そして事業許可が与えられた。1902年7月にはアメリカ人ローズヒルが南鳥島でグアノ採掘を行うことを目的としてホノルルを出港する。日本政府はローズヒルのホノルル出航の報道に驚き、海軍の艦船笠置を急派して警備兵を配置した。笠置の到着後に南鳥島に着いたローズヒルは、結局グアノの採掘を果すことなく退去した。
ローズヒルの退去後、海軍は警備兵の撤収目的で高千穂を派遣する。その際、恒藤は部下である肥料鉱物調査所職員の便乗を依頼した。高千穂の帰還後、南鳥島で採取した土砂を分析したところ、リン酸分が30パーセントを超える優良なグアノであることが判明した。
南鳥島でのグアノ発見後、恒藤の目は南洋の島々へ向かった。1903年に肥料鉱物調査所が刊行した「肥料鉱物調査報告第3号」では、南洋諸島全般でリン資源の調査を行うことが急務であると主張した。しかし恒藤の主張は肥料鉱物調査所の手で果されることは無かった。

## 退官と独力でのリン鉱石探査

### 肥料鉱物調査所の廃止と退官
肥料鉱物調査所が開設されていた20世紀初頭は、日本とロシアとの関係が緊迫していった時期と重なっていた。ロシアとの開戦の恐れが高まっていく中で、政府はまず軍備増強に注力せねばならなくなっていた。軍備増強の予算をひねり出す方策の一つとして進められたのが行政機関の整理であった。また同時期、農商務省内では組織の改編が進められていた。工業が発展していく中で当時、世界各国で度量衡の標準化と供給が大きな課題となっていた。各国は度量衡に関する国家機関の設置、整備が進められ、日本でも中央度量衡研究所が設立されることになった。
戦時体制を強化していく中で行政機関の整理が求められ、しかも農商務省では組織改編が進められていた。そのような中で肥料鉱物調査所と塩業調査所の廃止が決定された。リン鉱石など鉱物性の肥料原料の調査、研究は農業試験場が引き継ぐことになった。恒藤は南鳥島で有望なリン資源が見つかり、これから本格的な南方の島々でのリン鉱石探査に乗り出そうとしている矢先に、重要な調査機関である肥料鉱物調査所の廃止を決定したことは極めて無謀であり、政府が国富の開発に無頓着であることを示したと憤慨した。結局恒藤は1903年12月5日の肥料鉱物調査所廃止と同時に退官した。
恒藤は一民間人としてリン鉱石探査に乗り出す決意を固めた。
退官によって恒藤はまずリン資源探検家となった。また恒藤の退官後、部下であった松岡操も退官して恒藤のもとで働くことになった。

### 沖縄、台湾方面の調査

#### ラサ島でのリン鉱石発見
南鳥島でのグアノ発見後、肥料鉱物調査所は南鳥島で調査を行っていた。また1903年2月、水谷新六は東京府に「鳥糞採取願」を提出し、府は水谷の願いを許可した。南鳥島で採掘されたグアノは、恒藤が技術指導を行っていた「全国肥料取次所」で肥料として製品化されるようになった。このような中で水谷は恒藤のところにしばしば出入りするようになった。
水谷は捕鳥を目的として沖縄や台湾付近の島々をしばしば訪れていた。この話を聞いた恒藤は水谷に対して、それらの島々から土砂や石を持ち帰って来るように依頼した。水谷の話の中で恒藤が最も興味を抱いたのはラサ島であった。水谷はラサ島のことを南鳥島と同じくらいの緯度にあって、一方から見るとお城のように見える等の話をした。恒藤は水谷に対してラサ島に行くことがあったら石や土砂を採集してくるよう依頼した。
1906年4月14日、沖縄県は玉置半右衛門にラサ島の開墾許可を与えた。玉置は早速ラサ島に調査船を派遣した。調査船の乗組員の一人が水谷の甥であった。水谷新六は甥に対して恒藤の依頼を説明し、ラサ島から石や土砂を採集してくるよう命じた。水谷の甥は股引にラサ島の石を入れて持ち帰り、全国肥料取次所の事務所に恒藤を尋ねたがたまたま大阪出張中で不在であった。しかし石の一部は出張中の恒藤のもとに届けられた。届けられた石は一見してリン鉱石とわかるもので、恒藤は早速全国肥料取次所の分析担当者にラサ島の石はリン鉱石であることを知らせ、分析を進めるよう命じた。分析の結果はリン酸の含有量が多い良質なリン鉱石であった。

### 沖縄と台湾各地の探査
恒藤は肥料鉱物調査所の所長時代、沖縄や台湾付近の島々でリン資源の予備的な調査を行っていた。後述のように有望なリン鉱石が発見されたラサ島での調査と並行して、恒藤は沖縄や台湾各地でもリン資源の調査を続行した。
1907年、恒藤は沖縄県から委嘱を受け、自ら沖縄本島、宮古島、石垣島、尖閣諸島でリン資源調査を行った。沖縄での調査時、古賀辰四郎が全面的に協力した。また1909年には台湾総督府から委嘱を受け、台湾、澎湖諸島やその他の離島で調査を行った。

### 実用肥料大観の刊行
1909年、恒藤は肥料業界に本格的参画していくに当たって、高橋久四郎とともに「実用肥料大観」を刊行した。「実用肥料大観」は肥料と施肥を行う土壌との関連、堆肥の製造や肥料効果、緑肥として用いる植物の栽培法など、当時の肥料に関する知見を網羅したものであった。もちろん書内で過リン酸石灰、トーマスリン肥など、リン酸肥料について詳述しており、日本国内、そして世界各地のリン鉱石産地についても紹介している。
「実用肥料大観」で、恒藤が日本国内でのリン鉱石産地として注目しているのは、能登半島、南鳥島そして尖閣諸島であった。尖閣諸島については海鳥が大量に生息していて、その糞が堆積することによって豊かなリン資源が存在するのではないかとしている。

## ラサ島のリン鉱石事業化

### ラサ島の利権争いと資源調査

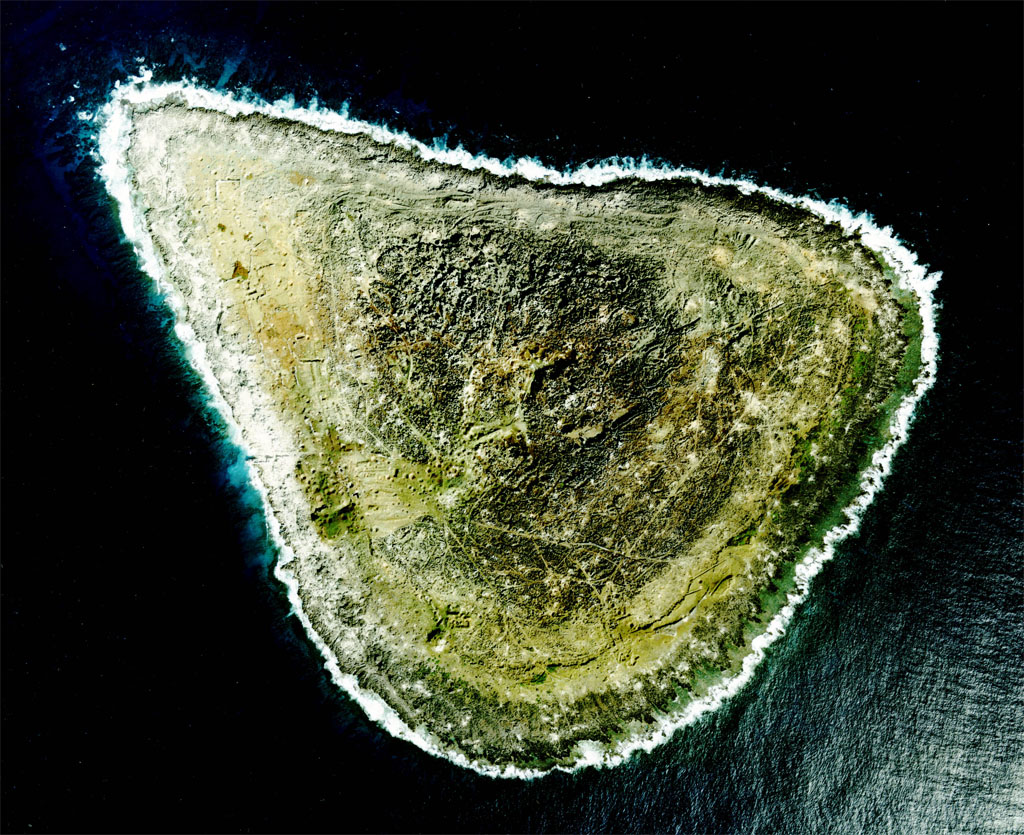
沖大東島（ラサ島）

水谷新六の甥が持参した石が優良なリン鉱石であったというニュースは、まず三重県四日市で肥料商を経営していた九鬼紋七のところに伝わった。全国肥料取次所の職員の一人が、リン鉱石発見のニュースとラサ島の調査開発計画を携えて九鬼のところへ赴いたのである。この職員は早速九鬼から資金援助を受けてラサ島へ向かったものの、船はラサ島に辿り着くことなく失敗に終わった。
もちろんラサ島の開拓許可を受けていた玉置半右衛門も鉱業権を主張した。こうしてラサ島の鉱業権を巡る争奪戦が始まった。1907年8月、恒藤は肥料鉱物調査所からの部下である松岡操を責任者とする調査隊をラサ島に派遣した。調査団の中には九鬼の部下と玉置半右衛門の子、鎌三郎も同乗した。調査団の乗る船はなかなかラサ島を発見できず、到着後も原生林に覆われた島内の調査は難航したが、島内の測量、探鉱を行い、リン鉱石数トンを採集して帰還した。
ラサ島から持ち帰った数トンのリン鉱石は、恒藤の要請により某肥料会社の手によって実際に肥料として製造された。出来上がった肥料の品質は、当時輸入されていた、クリスマス島やオーシャン島のリン鉱石から製造した肥料と同等のものとなった。
ラサ島の鉱業権を巡っては、ラサ島の話を恒藤に持ち込んだ水谷新六も争奪戦に参加した。恒藤によれば水谷は権利獲得を目指して有力政治家、実業家をバックに様々な策を弄したという。水谷はまず西沢吉治と組んでラサ島の開発を行おうした。西沢は清との国際問題となって東沙諸島の開発事業から撤退を余儀なくされ、次のターゲットとしてラサ島を狙っていた。1909年8月には水谷が島の借地権を所有し、西沢が資金提供を行って開発を進める計画であると報道された。水谷の構想は更にエスカレートし、1910年2月には玉置半右衛門、九鬼紋七、西沢吉治、そして水谷の4名が合同で、資本金50万円の沖大東島開発を行う株式会社を設立する予定となっていると報道された。
一方恒藤はラサ島のリン鉱石開発開始に向けて布石を打っていく。1910年11月、恒藤は支援者らとともにラサ島のリン鉱石開発、尖閣諸島での鳥糞の採集、種子島でのオレンジ栽培、台湾高雄でのサトウキビ栽培と肥料工場、製糖工場の建設を目的とした日本産業商会を設立して理事長に就任する。
日本産業商会設立直後の11月、恒藤はラサ島リン鉱石探査のための第2回調査隊を派遣。隊長の松岡、技術者の池田良介らの他、奄美大島で65名の人員を集めて680トンの木造汽船で島へ向かった。第1回の時と同様に過酷な環境に苦しんだ調査だったが、リン鉱石資源が予想以上に有望であることを確認した。なお当初、第2回調査時は調査後そのまま鉱山開発に着手する予定であったが、過酷な環境下での鉱山開発に調査団全員が拒絶反応を示したため、鉱山開発に着手することなく帰還した。
2回のラサ島での探査の結果、リン鉱石資源が極めて有望であることが明らかになって権利問題はより一層紛糾した。ついには横浜の某外国商館からニュースを聞きつけたロンドンの某シンジケートがラサ島のリン鉱石資源に手を伸ばそうとしているとの情報が流れるに至った。恒藤は貴重な日本の資源が外国資本に攫われては一大事と、日本産業商会の関係者らとラサ島の鉱業権取得のため奔走した。玉置と水谷には示談金を支払うなど権利の回収を進めた結果、1911年初頭には恒藤は全ての権利掌握に成功する。

### ラサ島燐鉱合資会社の設立と続く困難
ラサ島の鉱業権掌握に成功した恒藤は、1911年2月28日にラサ島燐鉱合資会社を設立し、自ら社長に就任する。なお社名の案としては亜細亜燐礦、東洋燐礦、北太平洋燐礦などが候補に上がったものの、恒藤の発案によりラサ島燐鉱合資会社となった。しかし後に恒藤自身が「同社（ラサ島燐鉱合資会社）の時代は一言もってこれを評すれば悲劇を演じたるという他なく、まことに惨憺たる有様にて終始した」と述べたように、まさに茨の道の連続であった。

#### 恒藤によるラサ島探査

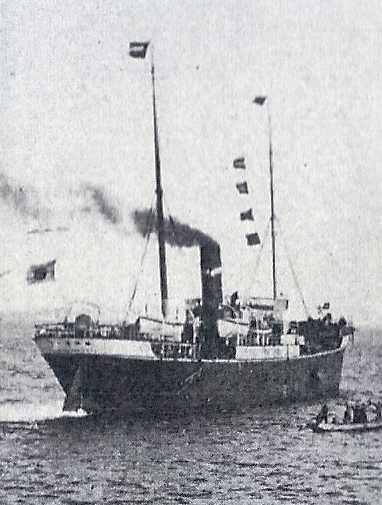
恒藤が率いるラサ島リン鉱石調査団の鹿児島港出航光景。

会社創立直後の1911年4月、リン鉱石資源の本格的調査と鉱山操業の開始のため、恒藤自らがラサ島に赴いた。恒藤らは4月19日に鹿児島港を出港し、22日にはラサ島に到着する。到着後の恒藤はまず島への上陸から苦労させられることになる。ラサ島はサンゴ礁に囲まれている上に周囲は崖になっていて、船を近づけるのが困難で上陸も簡単ではなかった。既に50代半ばの恒藤の上陸は同行者を心配させたものの、何とか無事に上陸を果した。続いて各種資材の島内への搬入もまた一苦労であったが、原生林に覆われたラサ島島内での荷物運びもまた難渋した。それでもこれまでの調査時に設営した小屋まで何とか物資を運び込んだ。
到着後早々資源調査を開始したものの、島内は原生林に覆われていたため調査は思うに任せなかった。原生林の中には刺があるアダンが多く群生していて、調査中にアダンの刺が恒藤の鼻を切って顔面血だらけとなった。しかも悪いことに島内には多くのヤシガニがいた。恒藤は大のクモ嫌いで、クモに似たヤシガニを異常に怖がった。調査初日、様々な試練にぶつかった恒藤はこれまでの調査結果を疑い出して不機嫌であった。

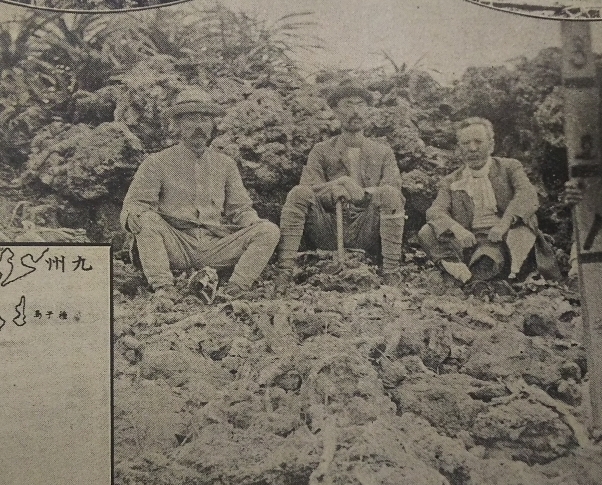
リン鉱石の露頭での恒藤社長ら。右側の人物が恒藤、中央の人物が縄田技師。

翌日は島内の北部の台地で調査を始めたものの、やはり生い茂る木々が邪魔をして思うに任せない。木を切り倒すには人員も時間も足りない。そこで原生林を焼き払おうとの案が出され、調査隊は火を放った。しかし当初は大した勢いでも無かった火が、強風にあおられてどんどん火勢を増していき、やがて調査隊の本拠地の小屋方面に燃え広がりだした。小屋には調査で使用するためのダイナマイトがあり、引火して爆発したら調査団一行が全滅する恐れがある。慌てた恒藤たちは船に避難しようと考えたものの、上陸が難しい島から退去するものまた難しい。そこで必死になって防火に努めたものの火の勢いは止まらない。混乱する中で作業員たちの中からは恒藤に危害を加えようとする動きも出たが、恒藤は何とかなだめた。
そうこうするうちに風向きが変わって風力も衰え、スコールも来たので火事は鎮火した。スコールが終わったのはもう日没近かったが、恒藤らは焼き払われた北部の台地に駆け付けた。台地には一面、リン鉱石の巨石が露出していて一見して大産地であることは明らかであった。調査隊は驚きと喜びのあまり言葉も無く立ち尽くし、やがて恒藤のリン鉱石調査に終始同行していた縄田技師が
と、恒藤に祝福の言葉を述べた。恒藤はお礼を言おうとするものの感極まって言葉が出ない。この時、恒藤の目には涙が浮かんでいて、縄田技師と抱き合わんばかりの様子であった。
恒藤は10日間にわたってまず焼き払った島の北部、その後島内全域を調査した。その結果として島内の標高15メートル以上の場所の地表付近ではほぼリン鉱石の鉱床が存在し、恒藤は質、量ともに外国産のリン鉱石に十分太刀打ちできると判断した。また島内にはハブのような毒蛇やマラリアのような風土病が見られないなど、鉱山開発を進めるに当たって有利な条件も確認した。現地調査の結果を踏まえ、改めて事業計画を策定した恒藤は、当初の予定通り鉱山操業の開始作業に従事する人員を残してラサ島を後にした。

#### 創業時の苦心
ラサ島からの帰途の那覇から、恒藤は調査結果を待っていた東京の本社に「バンザイ」とのみ打電して喜びを伝えた。5月11日に帰京後、雑誌のインタビューにラサ島のリン鉱石は世界的に見てもオーシャン島、クリスマス島の次に位置すべき埋蔵量、品質であると豪語し、日本の他の地域、例えば北大東島のリン鉱石は品質が悪くて肥料の原料には不向きであり、また能登半島など他のリン鉱石の産地はラサ島とは勝負にならないと答えている。
1911年5月1日にラサ島鉱業所が開設された。恒藤は帰京後すぐにラサ島に取って返し、1000トンのリン鉱石の採掘を命じた。鉱山の各施設の建設は始まったばかりで恒藤の命令は現場を混乱させたが、やむなく採掘したリン鉱石を人海戦術で運ぶことにした。重い鉱石を運ぶ人夫の肩の皮が破れ、血が流れだすという無理な作業を強行して700トンのリン鉱石を大阪へ搬送することに成功するが、肝心の鉱石は全く売れなかった。
鉱山設備の建設を進める労働者たちの中で胃腸病や脚気が頻発し、3名の死者を出した。また労働者たちの間で博打が流行したり責任者との軋轢も表面化する。それでも7月には何とか桟橋等の施設が出来上がっていき、鉱石の輸送を始めようとした矢先に台風で破壊された。台風の後、慣れない亜熱帯の気候に苦しんでいた多くの労働者たちから退島希望が出されるに至った。現場ではやむなく労働者たちの退島を認めた。
その後早々に労働者の補充を行い、まもなく労働者の多くは沖縄県出身者で占められるようになる。台風で大きな被害を受けた各施設の再建が終わった1911年末には、ラサ島からのリン鉱石の輸送が開始された。

#### 不買同盟
ラサ島からのリン鉱石の輸送が始まると恒藤は更なる難問に見舞われた。肥料会社各社はラサ島のリン鉱石を購入しない「不買同盟」を結んだのである。不買同盟が結ばれた理由としては、まず当時リン鉱石は三井物産が独占輸入して供給しており、ラサ島のリン鉱石がおいそれと新規参入出来る情勢では無かったことが挙げられる。またラサ島のリン鉱石にも問題はあった。リン酸の含有量は十分で、フッ素もほとんど含まれていないものの、鉄礬土の含有量がクリスマス島やオーシャン島のリン鉱石よりも多いことが問題視された。また果たしてラサ島からリン鉱石が安定供給され続けるのかについても疑問視する意見も多かった。
不買同盟に直面して鉱石が売れず、窮地に陥った恒藤は2つの対策を実行に移した。まず恒藤自らの案内による肥料会社の技師と第三者の専門家によるラサ島の視察を行った。肥料会社と専門家がラサ島のリン鉱石に価値があると認めてもらえれば活路が開けると考えたのである。実際、視察に同行した専門家はラサ島のリン鉱石資源を高く評価した。しかし各肥料会社の技師が視察したのにもかかわらず、不買同盟には変化が見られなかった。そうこうするうちに1912年の9月には立て続けに3つの台風に襲われ、多くの施設が破壊されて会社は存続の危機に立たされた。
恒藤は視察計画を進めながらも、もうひとつの事態打開策について検討をしていた。ラサ島燐礦合資会社が肥料製造業に参入し、ラサ島のリン鉱石を原料としてリン酸肥料を製造、販売する計画である。視察の効果が見られない状況で、1911年8月に恒藤やラサ島燐礦合資会社の関係者は残余の資産を費やして肥料工場の建設に着手した。このリン鉱石採掘から肥料製造、販売まで一貫してラサ島燐礦合資会社が行う構想は、肥料会社各社に大きな衝撃を与えた。10月には肥料会社2社との鉱石販売契約の締結に漕ぎつけ、その後も肥料会社各社との契約が相次ぎ、会社は危機を脱した。

### ラサ島燐鉱株式会社の設立と発展

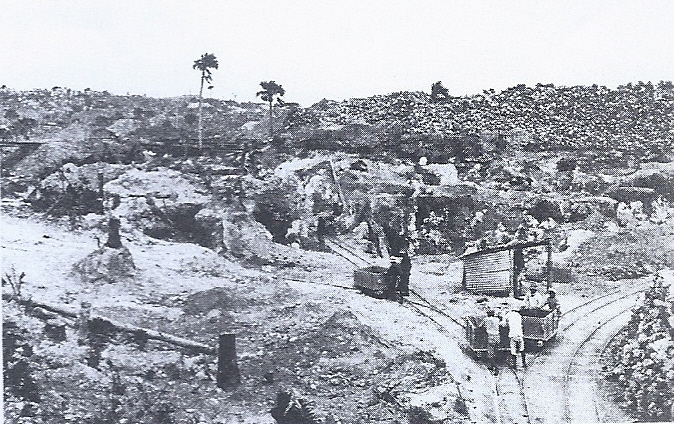
リン鉱石の露天掘りと鉱石運搬光景。

1913年5月、資本金300万円のラサ島燐鉱株式会社が設立され、恒藤は合資会社に引き続き社長に就任する。株式会社化後も台風の被害、水不足の問題、労働問題等、多くの問題に見舞われたものの、事業自体は発展を続けた。
恒藤は様々な問題への対応を行いながら、桟橋、乾燥場など鉱山関連設備の増強を進め、また離島であるラサ島での鉱山経営に重要な無線電信と気象観測施設の開設に尽力した。そして1914年に開戦した第一次世界大戦に伴う好景気の中、リン酸肥料の需要は増大し、しかも戦争による船舶不足によって外国からのリン鉱石輸入が困難となったため、当時ほぼ日本唯一のリン鉱石産地であったラサ島のリン鉱石採掘は全盛期を迎えた。
1918年、最盛期を迎えたラサ島鉱業所は年間約182600トンのリン鉱石を採掘し、従業員は約2000人を数えた。1919年4月、上野精養軒で首相の原敬らを招待してラサ島開発10周年の記念祝賀会が開催された。当日、主催の恒藤はラサ島での事業成功を誇り、得意満面であったと伝えられている。

## 事業拡大の挑戦

### 南洋群島への進出を図る

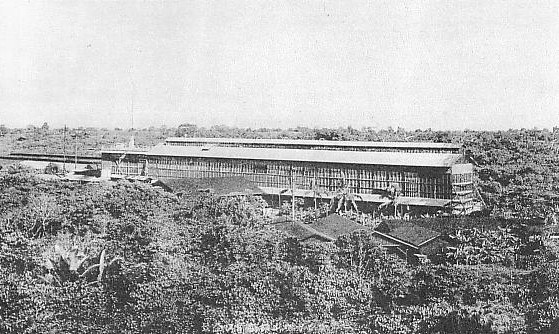
1936年のアンガウル島のリン鉱山。

1914年の第一次世界大戦開戦直後、東沙諸島の開発を断念した西沢吉治と三井物産の関係者が合同で「南洋経営組合」を創設し、西沢が代表となった。前述のように三井物産は日本の燐鉱石輸入を一手に担っており、また西沢は東沙諸島での挫折からの挽回を図っていた。西沢らが目をつけたのはドイツ領アンガウル島のリン鉱石であった。
1914年10月、日本海軍が南洋群島を占領すると、早速南洋経営組合がアンガウル島のリン鉱石採掘事業をドイツ側から引き継いだ。しかしこの措置は他の南洋群島関連の事業が企業出願を経た上で認可を受けていたのに対し、異例の対応と言えた。当然、南洋経営組合のアンガウル島リン鉱石採掘事業には批判が集まった。批判の急先鋒はラサ島燐鉱株式会社であった。安価かつ良質なアンガウル島のリン鉱石が南洋経営組合の手によって日本国内で流通することはラサ島燐鉱株式会社の経営を圧迫することが予想され、しかも南洋経営組合がアンガウル島のリン鉱石採掘事業を担うようなった経緯が不透明であったので、社長の恒藤らの抗議、批判の動きは激しかった。
1915年になって三井物産側は「南洋殖産株式会社」という新会社を立ち上げ、南洋経営組合の事業を引き継ぐ方針を決定する。会社設立の経緯から見てもわかるように、南洋殖産株式会社の発起人主要メンバーは三井物産の関係者で占められた。そのような中で恒藤らラサ島燐鉱株式会社側の動きは海軍省への激しい抗議活動にまでエスカレートした。そうこうするうちにマスコミが設立予定の南洋殖産株式会社とは海軍と三井物産との癒着の産物であり、第二のシーメンス事件に他ならないと批判するようになった。また南洋群島の実態調査を行った外務省は、西沢吉治の企業経営に多くの問題があると指摘し、海軍側も西沢のアンガウル島でのリン鉱山経営に大きな問題がある事実も把握していた。
恒藤らの抗議行動は政界工作に及び、ラサ島燐鉱株式会社が当時の第2次大隈内閣と与党、同志会に食い込んでいるとの報道がされるようになる。一方でマスコミによる海軍と南洋経営組合、南洋殖産株式会社の背後にある三井物産との癒着の追及も激しさを増した。またドイツ政府からはアメリカ政府を通じて再三、アンガウル島のリン鉱石資源を日本が強奪したとの抗議が来ていた。情勢が混迷する中、1915年7月、大隈内閣は南洋経営組合のアンガウル島のリン鉱石採掘事業許可を取り消す決定を行う。決定の背後には恒藤らラサ島燐鉱株式会社側の同志会や政府要人への働きかけがあったと考えられる。結局アンガウル島のリン鉱石採掘事業は海軍の直営事業とされた。南洋殖産株式会社設立計画は頓挫し、西沢や三井物産側のもくろみは潰えた。
採掘されたリン鉱石については入札制で販売されることになったが、ラサ島燐鉱株式会社はアンガウル島でのリン鉱石採掘権獲得のために海軍に請願を提出し続ける。しかし請願が受け入れられることはなく、後に南洋庁直営となる。しかしラサ島燐鉱株式会社は1921年、販売独占権を得るために6万トンのアンガウル産出のリン鉱石を買い占めた。また同年、フランス領ポリネシアのマカテア島産出のリン鉱石2万トンも買い占めるなど、南洋群島でもリン資源獲得を押し進めた。

### 南沙諸島への進出
ラサ島燐鉱株式会社の事業拡大に伴い、ラサ島のリン鉱石以外の新たなリン資源の確保が課題となってきた。1918年4月に行われたラサ島燐鉱株式会社の臨時株主総会の席で、新たなリン資源調査費として毎年10万円の支出が認められ、調査費の使途については社長の恒藤一任となった。
第一次世界大戦の末期、恒藤のもとを身元不明の一人の紳士が訪ねてきた。その紳士は恒藤に対して、「支那海洋中の某地点にリン鉱があるが、あなたの会社でその権利を買ってもらえないか？」と打診してきた。恒藤は買っても良いとしながらも、そのリン鉱石はいったいどこにあるのか尋ねてみた。しかし紳士は言を左右にして所在地を明かさないまま帰っていった。恒藤は詐欺の可能性が高い話だと感じながらも、何か引っかかるものが残った。
恒藤は親戚の軍医総監も務めた本多忠夫のもとを訪ね、事情を説明した上で南海でリン鉱石探査を行いたいので誰か海軍士官を紹介して欲しいと依頼した。結局、病気のため退役していた小倉卯之助が推薦された。病気から回復して海運業界に乗り出そうと考えていた小倉は、南海でのリン鉱石探査自体にも興味を持ち、恒藤の依頼を受けることにした。下手に話が漏洩してはラサ島燐鉱株式会社の不利益になるのみならず、国際問題にもなり兼ねないとして恒藤、小倉ともにお互いの家族にも知らせず、打ち合わせも極秘に進められた。出発に先立っては進捗状況を連絡するための電報で用いる暗号まで用意した。
問題の紳士はリン鉱石のありかについて「支那海洋中」としか話さなかった。つまりどこへ探しに行けば良いのかが解らなかった。しかし小倉は自らの海軍時代の経験などから西沙諸島付近、ベトナム付近の島々、南沙諸島のいずれかであると判断した。しかし西沙諸島は1909年に中華民国政府が併合を宣言していて中国側との国際問題を引き起こす可能性が高く、ベトナム付近の島々についてもフランス領インドシナとして領有問題は確定している上に、すでによく知られた島々ばかりであった。そこで残った南沙諸島を探検の目的地とすべきであるとの結論を出した。
1918年11月23日、夜明け前極秘裏に小倉らは東京月島を出港して南沙諸島へと向かった。12月30日に南沙諸島に到着して約2か月半の探査後、1919年4月初めに月島へ帰還した。調査の結果、5つの島にリン鉱石、グアノがあることが判明し、その全てが無人島であることを確認した。しかし小倉は南沙諸島にリン資源があると言ってもあまりにも散在しているので経営的に成り立つかどうか疑問であると判断し、また輸送上の問題点も指摘していて、鉱山開発には懐疑的な意見であった。
しかし恒藤は南沙諸島は優良なグアノ、リン鉱石を産出し、他の事業面から見ても開発に適していると判断した。1920年11月には第二回の探査隊を派遣し、第一回調査時に確認した5島のリン資源が有望であることを確認した上で、更に4つの島にリン鉱石、グアノがあることを確認した。なお1923年、未調査の南沙諸島の島々を調査した結果、2つの島にリン鉱石を発見して、合計11の島でリン資源の存在を確認した。
1921年5月、ラサ島燐鉱株式会社は調査した島々を「新南群島」と命名し、リン鉱石、グアノの採掘事業に着手した。同年、リン資源が確認された島々のうちで最も有望であると判断された太平島に鉱山施設等の建設を始め、翌1922年には本格的に日本本土への鉱石輸送を開始した。
なお恒藤らラサ島燐鉱株式会社は1918年から1919年にかけて小倉卯之助に南沙諸島のリン鉱石探査を行わせる以前の、1917年ないし1918年の早い時期に南沙諸島の調査に着手していた可能性が指摘されている。

## 終生続けたリン鉱石探査

### 戦後不況と会社の経営難
1920年代に入ると、日本はこれまでの好景気から一変して厳しい不況の時代となった。第一次世界大戦の好況期、リン酸肥料の消費量は拡大して肥料の生産能力も増大していた。しかし不況期に入るとリン酸肥料の消費量が激減し、肥料業界は過剰生産問題に直面することになった。当然、リン鉱石価格は暴落した。業界に新規参入して急速に生産量を伸ばしてきたラサ島燐鉱株式会社は、不況の影響をもろに被る形となった。負債が増大して会社経営は行き詰まり、株主総会の度に恒藤は株主たちから会社更生策について責めたてられ、債権者たちからは負債の返済を迫られる状態に陥った。
リン鉱石は売れず、ラサ島燐鉱株式会社は約20万トンのリン鉱石の在庫を抱え、倉庫代が経営を圧迫するという悪循環も起きた。しかも会社の債務整理の陣頭指揮を執っていた常務取締役の松本隆治が急死した。窮地に立たされた恒藤は、親しかったダイヤモンド社の石山賢吉のアドバイスに従って、大阪製錬の常務取締役であった小野義夫をラサ島燐礦株式会社の常務取締役として招請した。小野はさっそく会社の機構改革と人員整理を行い、更に約20万トンのリン鉱石の在庫処分を行った。
ラサ島鉱業所も事業を縮小せざるを得ず、1922年には社員、鉱員は最盛期の約3分の1となり、産出量も年約1万トンにまで減少した。1924年1月、これまでリン鉱石を採掘してきた地表付近ではなく、地下に優良な鉱床があることが発見された。1922年3月、恒藤はラサ島へと渡り、新たに発見された鉱床を実地調査した。60代後半の恒藤は積極的に坑道に入って調査を行い、坑道の奥の方まで検分しようとしたところ、万一の事故を危惧した部下に止められた。
新鉱床の発見によってラサ島鉱業所の採掘量は回復したものの、肥料業界の不況の方は改善せず肥料価格の低迷は続いた。ラサ島燐鉱株式会社の経営状態は、関東大震災による東京工場の被害が比較的軽く、震災復興景気もあって一時期持ち直したものの、1925年にリン鉱石の販売を委託していた高田商会が経営破綻し、そのあおりを受けて再び厳しい状況に追い込まれた。そうこうするうちに新鉱床も次第に優良鉱を掘り尽くされていった。1928年12月、ラサ島鉱業所は閉鎖されることになり、1929年4月には南沙諸島のグアノ採掘も中止された。
1929年4月30日、経営不振の責任を取って恒藤はラサ島燐鉱株式会社の社長を辞任した。社長辞任後、いったんは取締役兼相談役に就任したが、同年6月20日には辞任して恒藤とラサ島燐鉱株式会社との関係は終了した。ラサ島燐鉱株式会社から引退した恒藤は、1929年の夏、ラサ島での事業を記念するために葉山の別荘に記念碑と観音像を建立した。

### リン鉱石探査の継続

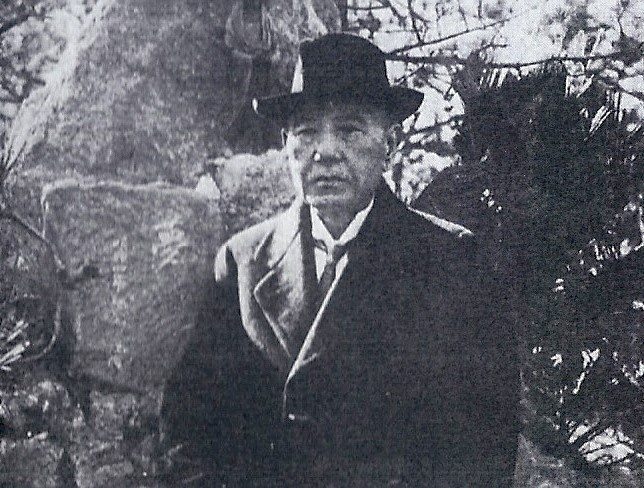
1929年11月撮影の恒藤

恒藤は1918年、自宅に恒藤調査所を設置していた、ラサ島燐鉱株式会社引退後の恒藤は、その恒藤調査所を拠点としてリン鉱石探査を継続した。

#### 与論島でのリン鉱石探査
恒藤がまだラサ島燐鉱株式会社の社長を務めていた1927年12月、恒藤のもとを一人の老人が訪れ、与論島産のリン鉱石を示しながら起業の相談をした。恒藤は早速調査を行わせたが、結果はあまり良好なものではなかった。しかし恒藤は1928年3月、東京帝大農芸化学教室の南礼蔵を伴って与論島のリン鉱石調査に赴いた。恒藤と知り合った南は、そのリン鉱石に対する研究熱心な姿勢に驚いている。
恒藤と南は島内を隈なく調査し、200個余りの標本を持ち帰った。分析を担当した南は、恒藤からの矢のような催促を受けて昼夜兼行で分析を行った。その後も調査を続け、恒藤のラサ島燐鉱株式会社退職後、1930年5月には与論島でのリン鉱山開発を目的とした殖産資源株式会社を立ち上げ、社長に就任する。しかし調査の結果、与論島のリン鉱石は採算に合わないと判断され、1932年4月に殖産資源株式会社は解散した。

#### 波照間島でのリン鉱石探査と起業
1928年3月、与論島でのリン鉱石調査時に立ち寄った那覇で、恒藤は波照間島でリン鉱石が採れるとの話を聞きつけた。更に翌1929年2月、3月と波照間島産のリン鉱石の標本を入手し、恒藤は相当量のリン鉱石が埋蔵されていると判断した。恒藤は同年5月、波照間島でのリン鉱石採掘事業の起業のため、肥料鉱物調査組合を立ち上げる。翌6月には恒藤自らが南礼蔵らを伴って波照間島でリン鉱石調査を行った。この時も300個余りの標本を持ち帰り、恒藤から分析を迅速に行うよう命じられた南が、やはり昼夜兼行で分析を行った。
恒藤は波照間島でのリン鉱石資源調査を継続させ、自らも1931年3月、1934年1月、そして1935年3月と波照間島へ赴いている。この間、当初は恒藤と協力していた人物と鉱業権の問題で訴訟となり、1932年11月に大審院で恒藤の勝訴が確定した。
波照間島ではラサ島のような優良なリン鉱石は発見されなかった。しかし恒藤はリンを含有した石灰石が大量に埋蔵されていると判断した。そして含リン石灰岩はトーマス転炉での製鉄に使用することにより、鉄の副産物としてトーマス燐肥が生産できると考えたのである。恒藤はトーマス燐肥の原料となるリン資源は、日本国内では波照間島を上回る産地は無いと断言した。
1934年10月、波照間島のリン鉱石採掘のために桟橋、貯鉱場、乾燥場、運搬用の軌道など、鉱山設備の建設が始まり、1935年4月にはおおむね完成した。しかし恒藤が開始した波照間島でのリン鉱山経営は上手く行かなかった。最終的に波照間島のリン鉱石の鉱区は恒藤側の他に朝日化学が取得し、島を二分するような鉱山開発競争となった。朝日化学側は相当の生産量を挙げることが出来た反面、恒藤側は鉱床が続かず事業放棄に追い込まれた。

### 晩年と死
晩年、恒藤はほとんど葉山の別荘で過ごしていた。1934年に就任した大日本農会の副会頭在任中の1938年12月6日、恒藤は亡くなった。没後、在世中の多くの功績により勲四等瑞宝章が追贈された。

## 評価、影響
恒藤の生涯は、その大半をリン鉱石の資源開発に費やしたと言える。中でもラサ島のリン鉱石事業を誇りとしていた。ラサ島燐鉱株式会社時代の部下にあたる人物は、「恒藤はリン鉱石のお化けで会社のことなど考えないような男だ」と評し、「燐鉱の開発を己の信念として、燐鉱で儲けた金は燐鉱に使ってしまったので、会社経営が順調な時に内部留保などしなかったため、第一次大戦後は大変に困った」としながらも、「私財も全て投じて日本の農業の将来は燐鉱にかかっていると大きな声を出し、信念を貫かれた立派な方だと思う」と評価した。
恒藤の孫にあたる恒藤敏彦は、国益のため、そして農村の貧しさを救うために日本農業の近代化を進めるべく、燐鉱の探究と燐肥の生産に全力を尽くし、その中でラサ島の開発をやり遂げ事業家としても成功した。それ以外のことは眼中になかったと評している。また恒藤は「燐鉱、リン酸肥料工業ほど男らしい仕事は無い」と、講師として教鞭を取った高等農林学校などで燐鉱、リン酸肥料工業を魅力を語り、恒藤の薫陶を受けた人材がリン鉱石探査、研究そして実業界で活躍していくようになった。
なお恒藤が会社の経営面で行き届かなかった面があったとの評は他にもあり、ラサ島燐鉱株式会社の重役であった井田榮造は事業拡大に鼻息が荒い恒藤に対して、手を広げるばかりが事業では無いと諫めたものの、聞き入れられなかったため辞職して社を去った。また恒藤の要請で南沙諸島の探検を行った小倉卯之助は、主として金銭面の問題で恒藤に不信感を持ち、一緒に仕事が出来るかと不安に感じたと述べている。
学問的な点からは、まず恒藤は日本の土壌学の草分けであったことが評価される。また前述のように各地の高等農林学校等で教鞭を取り、多くの人材を養成したことも評価されている。そして日本土壌肥料学会の創設からの評議員として学会の発展に尽力し、また大日本農会の常議員、1934年からは副会頭としても活躍した。
そして恒藤を探検家、冒険家として評価する意見もある。沖縄県知事を務め、恒藤の事業をよく知る立場にあった高橋琢也は、欧米人が成し遂げたコロンブスのアメリカ発見や北極探検のような、多大な費用と人命を犠牲にしながらも土地や利源の探検に倦むことが無い勇気、熱心さはほとんど東洋人には見られないことであるとした上で、恒藤こそ国を利し、世を益するために年月と投資を惜しまず、身命を投げうって探検に従事し続けた真の冒険家であると評価した。特に永年リン鉱石の探査に一途に取り組み続け、多くの危険に見舞われながらもリン鉱石探査のための南島探検に従事し、ついにラサ島で有望なリン鉱床を発見したとして、恒藤の学識の非凡さ、堅固な自信そして勇気は到底他人の及ぶものではないと賞賛した。

## 家族関係
1882年、恒藤は結婚する。恒藤の妻はツマという名前で松阪出身の伊勢山田備前屋の遊女であり、恒藤が身請けして結婚するに当たり商人の井田一平が仮親となり、媒酌人も務めた。
1896年6月14日、恒藤ツマは肺炎のため亡くなった。第一回欧米視察中、ニューヨークでヨーロッパへ向けて出港しようとしていた際に妻の死亡を知らせる電報を受け取った恒藤は、ショックとひどい船酔いで大西洋航海中は食事が全く摂れず、同乗した乗客から心配されたとのエピソードが残っている。
視察から帰国後、故郷中津に帰省した恒藤は、旧中津藩士奥平十門の次女、喜和子を後妻として迎えた。後妻の喜和子は病弱で、約10年間の婚姻生活中ほとんど病床にあって1908年10月30日に没した。喜和子の没後、恒藤は島根県出身の勝田スミと再再婚している。
長女のまさは井川恭と結婚し、井川は恒藤の婿養子となった。また庶子としてフジ、豊方がいて、フジは男爵有馬純長と婚姻し、豊方は実母の養子となった。物理学者の恒藤敏彦と法哲学者の恒藤武二は孫にあたる。

## 栄典
- 1900年（明治33年）11月10日 - 正六位[186]
- 1903年（明治36年）12月26日 - 正五位・勲五等瑞宝章[187]

## 著書
- （編）『農産物分析集』有隣堂、1880年12月。NDLJP:839380
- 『農事演述筆記』福島県農商課、1888年3月。
- 『農事適用土質之演述筆記』博向堂、1888年12月。NDLJP:838966
- 『宮崎県土性作物関係一斑』宮崎県内務部、1894年3月。NDLJP:839879
- 『日本土壌論』成美堂、1904年1月。NDLJP:839062
- （編）『日本地産統計』水野書店、1906年5月。NDLJP:802419
- 『実用肥料之講話』中外肥料要報社、1907年2月。NDLJP:838558
- 『実用肥料大観』高橋久四郎共著 大日本農業奨励会、1909年5月。
- 『南日本乃富源』博文館、1910年11月。NDLJP:993791
- 『予と燐礦の探検』恒藤事務所、1936年。